# John Hanafin
John Gerard Hanafin (* 27. September 1960 in Thurles, County Tipperary) ist ein irischer Politiker (Fianna Fáil).
Hanafin besuchte die Christian Brothers School in Thurles, das Cistercian College in Roscrea und das University College Dublin. An letzterem erhielt er einen Bachelor of Arts (B.A.) in Geschichte und Geografie. Des Weiteren studierte er ebenfalls am Marketing Institute of Ireland, am Institute of Public Administration und am King’s Inns.
Ab 1988 war er Mitglied im North Tipperary County Council. Nach seiner Wahl 2002 in den Seanad Éireann schied er jedoch aus dem County Council aus. Seinen dortigen vakanten Sitz übernahm sein Cousin Seamus Hanafin. Im Jahr 2007 wurde Hanafin erneut in den Seanad Éireann. Im Juli 2010 trat er zusammen mit Labhrás Ó Murchú und Jim Walsh aus Protest gegen das Civil Partnership Bill der Regierung aus der Fianna Fáil aus. Bereits im November desselben Jahren traten die drei wieder in die Partei ein.
2011 verlor er seinen Senatssitz und konnte diesen trotz mehrfacher Versuche nicht wieder erlangen.
Hanafin ist verheiratet und hat drei Kinder, zwei Söhne und eine Tochter. Er ist der Sohn des irischen Politikers und Senators Desmond Hanafin. Seine Schwester Mary Hanafin war ebenfalls als Politikerin tätig.